# Zorro (serial animowany)
Zorro (ang. The New Adventures of Zorro, 1997–1998) – amerykański serial animowany emitowany w Polsce na kanale TVN.

## Opis fabuły
Bogaty i szlachetnie urodzony ziemianin Don Diego miał mądrego nauczyciela Bernardo, który nauczył go wrażliwości na ludzką krzywdę. Don Diego nie zamierzał obojętnie patrzeć na cierpienie innych i postanowił walczyć w obronie pokrzywdzonych. Nie mógł przy tym ryzykować bezpieczeństwa swoich najbliższych, dlatego stworzył Zorro, zamaskowaną postać obrońcy biednych i uciśnionych. Gdy napadał bogatych był zwinny i nieuchwytny niczym lis (hiszp. zorro). Szybko zyskał sobie sympatię ludu i jednocześnie wielu zaciekłych wrogów wśród bogaczy. Gubernator postanowił go zniszczyć, a na jego rozkaz kapitan Montecero i sierżant Garcia zajmowali się głównie zastawianiem pułapek na nieuchwytnego Zorro. Nikt nie znał prawdziwej tożsamości tego szlachetnego bandyty, ani jego ojciec Don Alejandro, ani piękna Isabella, której uczucia Don Diego w tajemnicy odwzajemniał.

## Obsada głosowa
- Michael Gough – Zorro / Don Diego de la Vega
- Jeannie Elias – Isabella Torres
- Earl Boen – kapitan Montecero
- Tony Pope – sierżant Garcia
- Pat Fraley – Don Alejandro de la Vega

## Spis odcinków
| N/o            | Polski tytuł (wersja VHS)            | Polski tytuł (wersja dubbingowa TVN) | Polski tytuł (wersja lektorska TVN) | Angielski tytuł                 |
| -------------- | ------------------------------------ | ------------------------------------ | ----------------------------------- | ------------------------------- |
|                |                                      |                                      |                                     |                                 |
| SERIA PIERWSZA |                                      |                                      |                                     |                                 |
|                |                                      |                                      |                                     |                                 |
| 01             | Dopaść lisa                          |                                      | Złapać lisa                         | To Catch A Fox                  |
|                |                                      |                                      |                                     |                                 |
| 02             | Zemsta boga węża                     |                                      | Ukąszenie boga węża                 | Sting Of The Serpent-God        |
|                |                                      |                                      |                                     |                                 |
| 03             | Noc Tolchena                         |                                      | Noc Tolchena                        | Night Of The Tolchen            |
|                |                                      |                                      |                                     |                                 |
| 04             | Bestia                               |                                      | Ukryta bestia                       | The Beast Within                |
|                |                                      |                                      |                                     |                                 |
| 05             | Łowca nagród                         |                                      | Egzekutor                           | The Enforcer                    |
|                |                                      |                                      |                                     |                                 |
| 06             | Zorro kontra Zorro                   | Co dwóch Zorro, to nie jeden         | Od przybytku głowa nie boli         | Two Zorros Are Better than One  |
|                |                                      |                                      |                                     |                                 |
| 07             | Smolna pułapka                       |                                      | Smołowy potwór                      | Tar Pit Terror                  |
|                |                                      |                                      |                                     |                                 |
| 08             | Królewski okup                       | Królewski okup                       | Królewski okup                      | A King’s Ransom                 |
|                |                                      |                                      |                                     |                                 |
| 09             | Piraci z San Pedro                   |                                      | Piraci z San Pedro                  | The Pirates Of San Pedro        |
|                |                                      |                                      |                                     |                                 |
| 10             | Sposób na Zorro                      | Anty Zorro                           | Anty Zorro                          | The Anti Zorro                  |
|                |                                      |                                      |                                     |                                 |
| 11             | –– nie zdubbingowano w tej wersji –– |                                      | Dolina Człekozwierza                | Valley Of The Manbeast          |
| 12             | –– nie zdubbingowano w tej wersji –– |                                      | Zemsta pantery                      | The Revenge Of The Panther      |
| 13             | –– nie zdubbingowano w tej wersji –– |                                      | Człowiek z żelaza                   | The Iron Man                    |
|                |                                      |                                      |                                     |                                 |
| SERIA DRUGA    |                                      |                                      |                                     |                                 |
|                |                                      |                                      |                                     |                                 |
| 14             | –– nie zdubbingowano w tej wersji –– |                                      | Samuraj i czarnoksiężnik            | The Samurai and the Sorcerer    |
| 15             | –– nie zdubbingowano w tej wersji –– |                                      | Zatrute pióro                       | The Poison Pen                  |
| 16             | –– nie zdubbingowano w tej wersji –– |                                      | Wizja ciemności                     | Vision of Darkness              |
| 17             | –– nie zdubbingowano w tej wersji –– |                                      | Sprawa zamaskowanego mordercy       | The Case of the Masked Marauder |
| 18             | –– nie zdubbingowano w tej wersji –– |                                      | Powrót konkwistadorów               | Return of the Conquistadors     |
| 19             | –– nie zdubbingowano w tej wersji –– |                                      | Myśliwy                             | The Hunter                      |
| 20             | –– nie zdubbingowano w tej wersji –– |                                      | Nalot                               | The Raiding Party               |
| 21             | –– nie zdubbingowano w tej wersji –– |                                      | Czterech jeźdźców                   | The Four Horsemen               |
| 22             | –– nie zdubbingowano w tej wersji –– |                                      | Koszmarny pociąg                    | The Nightmare Express           |
| 23             | –– nie zdubbingowano w tej wersji –– |                                      | Lodowy potwór                       | The Ice Monster Cometh          |
| 24             | –– nie zdubbingowano w tej wersji –– |                                      | Zorro i jego tajemnica              | The Secret of El Zorro          |
| 25             | –– nie zdubbingowano w tej wersji –– |                                      | Skarby Tora                         | The Nordic Quest                |
| 26             | –– nie zdubbingowano w tej wersji –– |                                      | Żegnaj kapitanie                    | Adios, Mi Capitan               |
|                |                                      |                                      |                                     |                                 |